# Arnolt Bristol Bertone
La Arnolt Bristol è un modello di automobile special prodotto dall'azienda statunitense Arnolt in collaborazione con la carrozzeria Bertone, su meccanica Bristol, dal 1954 al 1961. Veniva offerta nelle versioni Competizione, Bolide, Deluxe e Coupé.

## Il contesto
Nell'immediato dopoguerra molti importatori statunitensi, operanti nel settore motoristico, crearono marchi propri con i quali vendere i prodotti distribuiti dalla loro rete commerciale.
Dopo le esperienze fatte con i modelli Arnolt MG, Arnolt Aston e Arnolt Bentley, "Wacky" Arnolt decise di proseguire la serie di vetture special con un autotelaio Bristol, sempre in joint venture con la Bertone.

## La vettura
Per questo tipo di vettura, a prevalente uso sportivo, fu scelto l'autotelaio della Bristol 404, caratterizzato da un passo contenuto ed equipaggiato con un motore esacilindrico in linea da 2 litri, di derivazione BMW.
Nuccio Bertone affidò lo studio della linea a Franco Scaglione, nuovo responsabile design della carrozzeria torinese; un compito affatto semplice, dato il notevole ingombro verticale del propulsore, che obbligava a posizionare il cofano motore a un'altezza inconsueta per una barchetta.
Scaglione compì un vero capolavoro di trompe-l'œil, ideando parafanghi anteriori e posteriori sinuosi e accentuati che distolgono l'attenzione di chi guarda dalla rilevante prominenza del cofano motore.

Il prototipo in veste definitiva venne presentato al Salone di Londra il 21 ottobre 1953 riscuotendo lusinghieri apprezzamenti che ne determinarono la messa in produzione.

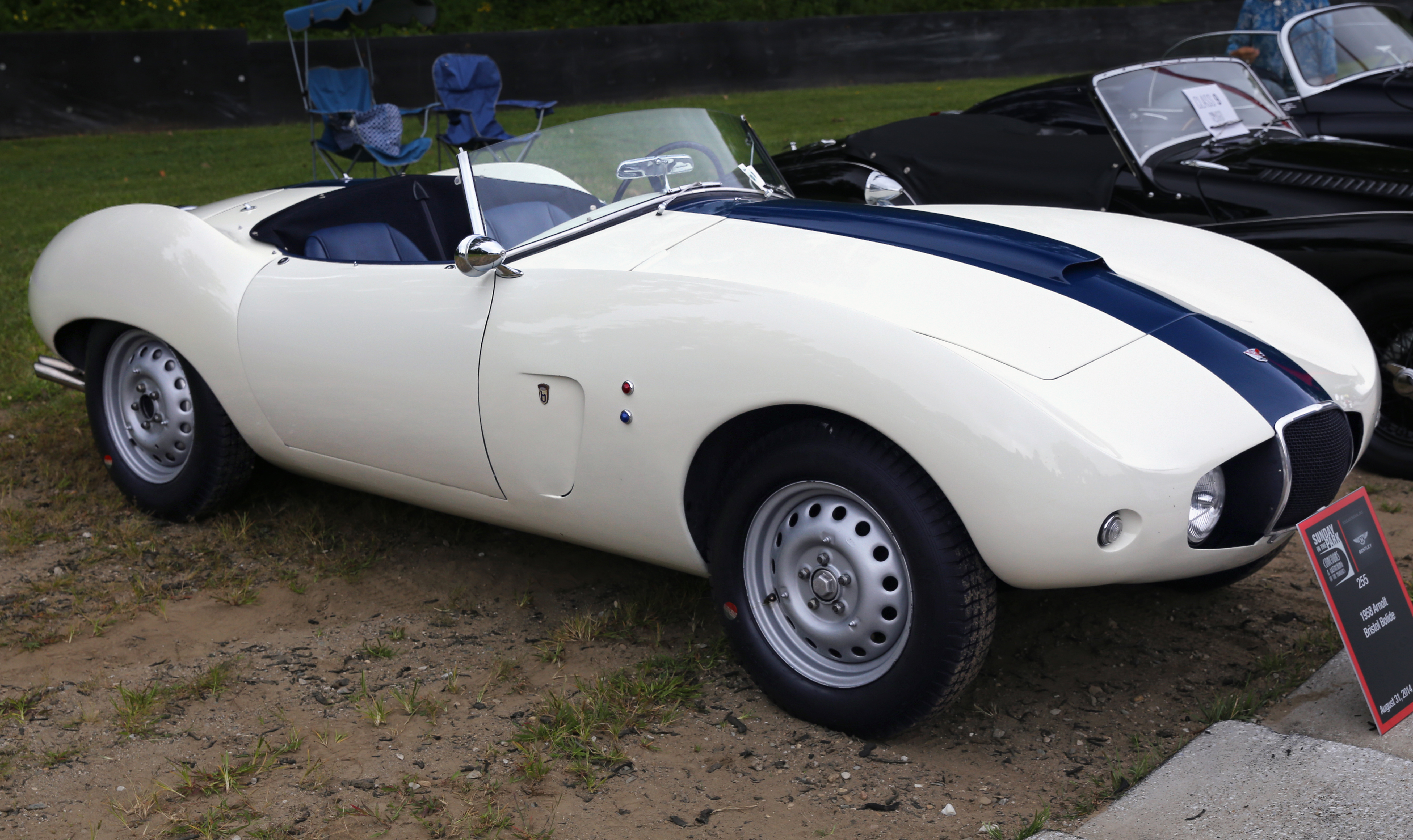
Arnolt Bristol Bolide

Gli autotelai tipo 404, con passo leggermente ridotto e dotati di gruppo cambio-trasmissione tipo 403, venivano inviati a Torino tramite ferrovia, dove la Bertone provvedeva a realizzare carrozzeria e interni e organizzava la spedizione delle vetture finite oltre oceano. 
Data la costruzione artigianale in piccola serie, molte vetture sono differenziate da piccole varianti, dovute alla continua evoluzione e alle richieste della clientela, tuttavia è possibile suddividere la produzione in quattro allestimenti principali, nei quali il modello veniva offerto.
Inizialmente la Arnolt Bristol fu costruita nella sola versione "Competizione", ovvero una barchetta con minuscolo parabrezza, destinata alle gare. In seguito fu realizzata la versione "Bolide" che si distingue dalla precedente per il parabrezza di maggiori dimensioni e per la minuscola capote retraibile. Seguì l'allestimento "Deluxe", caratterizzato da un maggior livello di finitura e dagli interni in pelle Connolly. Da segnalare anche 6 esemplari "Coupé", con carrozzeria chiusa e fari a scomparsa.
In tutto furono prodotti 142 esemplari di Arnolt Bristol dalla Bertone.

## Attività sportiva
Le Arnolt Bristol utilizzate nelle competizioni erano sostanzialmente identiche a quelle immatricolate per la normale circolazione. Eventuali elaborazioni erano dovute all'intervento dei piloti e dei rispettivi meccanici.
Molti i risultati sportivi degni di nota, tra i quali spicca la trionfale partecipazione alla 12 Ore di Sebring del 1955, nella quale le Arnol Bristol si aggiudicarono una schiacciante vittoria nella classe fino a 2.000 cm³, conquistando il 1º, il 2º e il 4º posto.